# Mongoloraphidia (Mongoloraphidia) dsungarica
Mongoloraphidia (Mongoloraphidia) dsungarica is een kameelhalsvliegensoort uit de familie van de Raphidiidae. De soort komt voor in Kazachstan en Kirgizië.
Mongoloraphidia (Mongoloraphidia) dsungarica werd voor het eerst wetenschappelijk beschreven door H. Aspöck & U. Aspöck in 1968.